# Moclinejo
Moclinejo é um município da Espanha, pertencente à província de Málaga. comunidade autónoma da Andaluzia tem uma área de 15 km². A sua população ronda os 1198 habitantes (2004) e tem uma densidade populacional de 80,66 hab/km².

## Demografia
| Variação demográfica do município entre 1991 e 2004 | Variação demográfica do município entre 1991 e 2004 | Variação demográfica do município entre 1991 e 2004 | Variação demográfica do município entre 1991 e 2004 |
| --------------------------------------------------- | --------------------------------------------------- | --------------------------------------------------- | --------------------------------------------------- |
| 1991                                                | 1996                                                | 2001                                                | 2004                                                |
| 1075                                                | 1021                                                | 1104                                                | 1147                                                |